# Nußdorfer (Adelsgeschlecht)

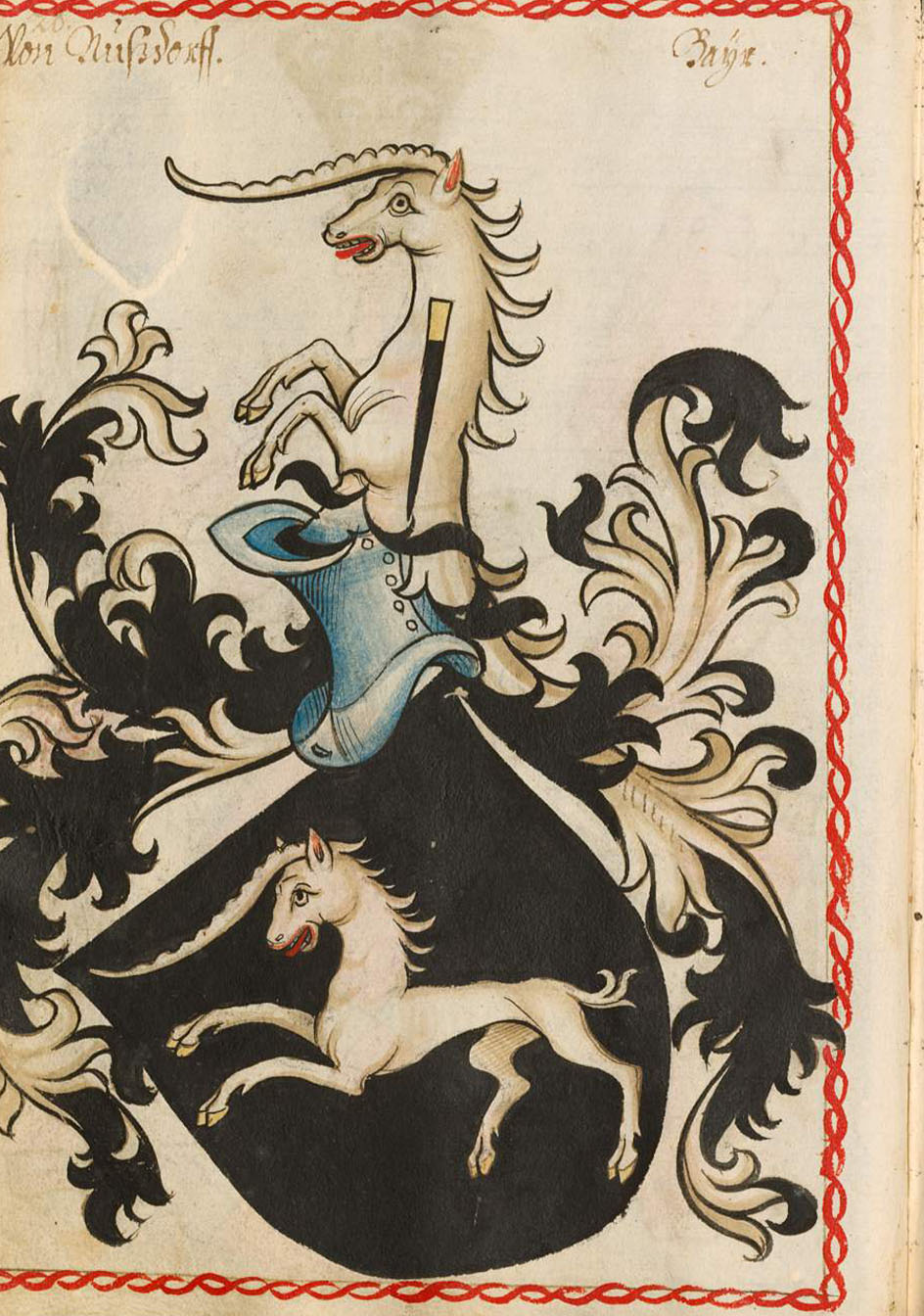
Wappen der Herren von Nußdorf

Die Nußdorfer (auch als Nussdorff, Nussdorf oder Herren von Nuss(ß)dorf bezeichnet) sind ein bayerisch-salzburgisches Adelsgeschlecht, das ursprünglich aus Nußdorf (Chiemgau) stammt.

## Geschichte
Angeblich sollen die Nussdorfer schon 737 genannt worden sein; ihre Burg Nussdorf bei Michelbeuern soll 927 zerstört worden sein, dies ist aber urkundlich nicht belegbar. Eine erste Erwähnung von dem Ort Nußdorf (Nuzdorf) erfolgte im Jahr 798 in den Breves Notitiae, wobei das Adelsgeschlecht der Nussdorfer im 12. und 13. Jahrhundert hier gelebt haben soll. Ein Hartmann von Nußdorf wird 1107 erstmals genannt. Die Burg Ramsau bei der Gemeinde Nußdorf am Inn im Landkreis Rosenheim wurde von den Nußdorfern im 12. Jahrhundert errichtet.
Urkundlich sind sie im Erzbistum Salzburg seit dem 13. Jahrhundert nachgewiesen; in der Landtafel des Bistums stehen sie seit dem 14. Jahrhundert. Die Nussdorfer werden immer wieder als Zeugen in Urkunden des Klosters Baumgartenberg, von Herrenchiemsee und Kloster Raitenhaslach genannt. 1448 erklärte Heymeran Nußberger dem Landshuter Herzog Heinrich die Fehde, nachdem ihm dieser seinen Zehnt gewaltsam weggenommen hatte.
Die Nussdorfer sind mit weiteren Salzburger Adelsgeschlechtern verwandt und verschwägert, so hat Barbara Freundsberg am 22. Juni 1438 den Ulrich von Nussberg geehelicht und Anna Freundsberg war mit Heinrich von Nussdorf, Marschall im Erzbistum Salzburg, verheiratet.

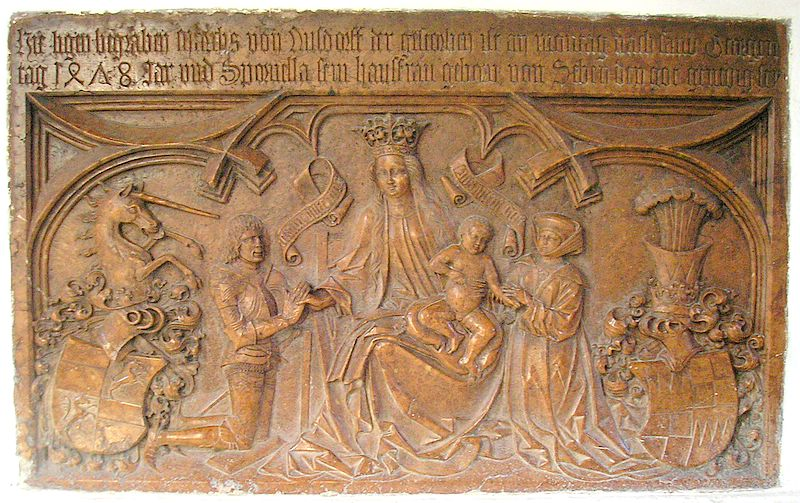
Epitaph für Marx von Nussdorf und seine Gemahlin Spornella von Seben (um 1479) in der Pfarrkirche Laufen

Die ältere Hauptlinie der Nußdorfer ist 1476 erloschen. Die jüngere Linie erhielt nach dem Aussterben der Kuchler das Erbmarschallamt im Erzbistum Salzburg, verliehen durch Kaiser Friedrich III. Seit sie 1436 die Besitzungen der Kuchler erworben hatten, zählten sie zu den reichsten Familien des Landes. In Bayern waren sie begütert zu Schloss Dütling vorm Walde im Landgericht Tölz. Zahlreich sind die Begräbnisstätten und Epitaphe der Familie, so in der Benediktinerabtei Michaelbeuern, der Pfarrkirche Laufen, der Pfarrkirche Großgmain, im Stift Sankt Peter, in Freising, Frauenhoven, Bärndorf, Kloster Raitenhaslach, Kazbach und Waging. An der Außenwand der St. Margaretenkapelle im Stift Sankt Peter in Salzburg befindet sich ein Grabstein des Peter Nussdorfer, „der gestorben ist des Eritags (= Dienstag) vor dem Palmtag Anno dm. 1424“.
Hans Nussdorfer war 1525 Pfleger auf Peilenstein. Ein Haimeran von Nussdorf wurde von der bayerischen Ritterschaft als Vertrauensmann zu Kaiser Maximilian I. gesandt.
1632 sind die Nussdorfer ausgestorben. Ihre Güter haben die Grafen von Lodron geerbt, ebenso das Marschallamt. Die letzte Nussdorferin war Cordula von Nussdorf. Deren Wappen ist an die Grafen von Thürheim gegangen.

## Wappen der Nussdorfer
Das Wappen der Nussdorfer stellt ein Einhorn auf schwarzem Grund dar. Die Decken sind schwarz-silbern. Das Kleinod ist ebenfalls ein aus dem Wappen herauswachsendes Einhorn. Kaiser Rudolf II. erteilte 1602 dem Hanns Christoph von Nussdorf die Erlaubnis, sein Wappen mit dem des Burkhard von Tauffkirchen und des verstorbenen Hanns Wolf von Schwarzenstein zu vermehren.

## Besitzungen
Das Schloss Adelstetten ging von Hartmann von Wolkersdorf für kurze Zeit in den Besitz der Nussdorfer über. 1499 hat Wolfgang von Nußdorf, Erbmarschall des Erzstiftes Salzburg, das Gut dem Abt Virgil II. von Kloster Sankt Peter verkauft.
Das Schloss Kahlsperg gehörte ab der Mitte des 15. Jahrhunderts den Nußdorfern. Diese ließen den Sitz auch in seine heutige Gestalt umbauen. 1532 verkaufte David von Nußdorf, Erbmarschall und Pfleger zu Tittmoning, den Ansitz an Leonhard Harder, kaiserlicher Gegenhandler des Salz- und Einnehmeramtes Gmunden.
Das Schloss Triebenbach gelangte auf dem Kaufweg 1576 an das Brüderpaar Hans David und Wilhelm von Nussdorf. Nach dem Tod Hans Davids († 1586), der seit 1577 Pfleger in Raschenberg war, gelangte Triebenbach an Hans Heinrich Notthafft von Wernberg.
In der Stadt Salzburg besaßen sie das Nussdorfer- bzw. Schwabenhaus (Getreidegasse 25), das dann um 1630 an den Salzburger Bürger und Handelsmann Hans Lorenz Schwab verkauft wurde.
Auch die Edmundsburg, damals standen bis 1696 an der Stelle der Edmunsburg noch zwei einfache Häuser, war im Eigentum der Herren von Nussdorf; dieses Anwesen wurde von ihnen nach 1694 an den fürsterzbischöflichen Kammerrat Felix Pflanzmann verkauft.

## Berühmte Familienmitglieder
- Ulrich von Nußdorf, zweiter Sohn des Georg von Nußdorf zu Prünning und der Reichsfreiin Agnes von Stauff zu Ehrenfels, war von 1451 bis 1479 als Ulrich III. Fürstbischof des Bistums Passau. Er hat auch an der Landshuter Hochzeit teilgenommen.[9] Er war Propst von St. Andreas und Dompropst in Freising, hatte die Stadtpfarre von Linz inne und war Notar von König Ladislaus Postumus.